# Federated States of Micronesia National Olympic Committee
Das Federated States of Micronesia National Olympic Committee (kurz: FSMNOC) ist das Nationale Olympische Komitee, das die Föderierten Staaten von Mikronesien vertritt. Es wurde 1996 gegründet und am 1. Januar 1997 vom Internationalen Olympischen Komitee anerkannt.